# Walapai

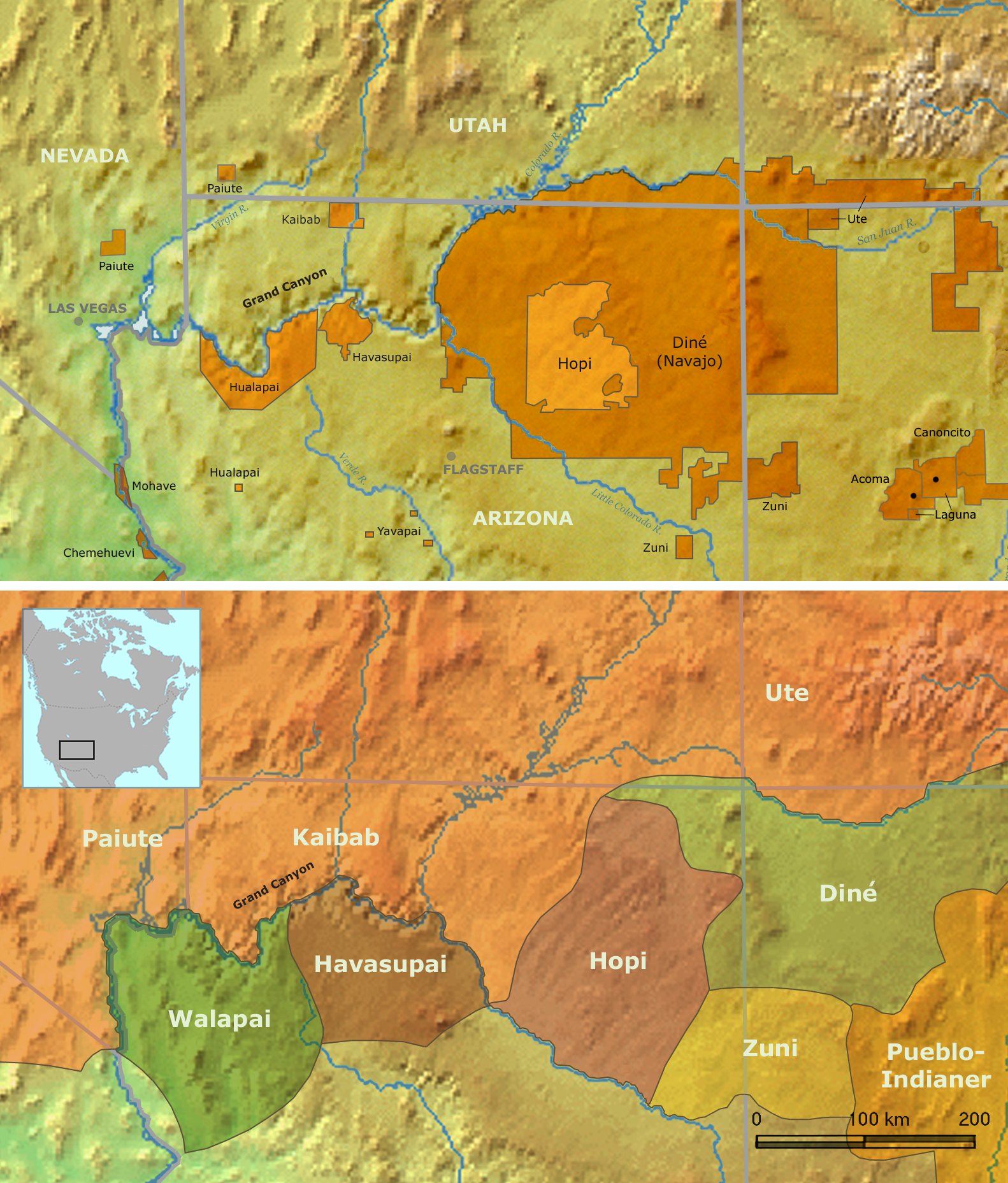
Heutiges Indianerreservat (oben) und traditionelles Stammesgebiet (unten) im Bereich des Grand Canyon

Die Hualapai oder Walapai sind ein Indianervolk im Südwesten der USA und zählen sprachlich, kulturell sowie geographisch zusammen mit den verwandten Havasupai und Yavapai zur Gruppe der Hochland-Yuma (Upland Yuma) oder Nördliche Pai im Nordwesten, Südwesten und westlichen Zentral-Arizona.
Ursprünglich lebten die Nördlichen Pai am Oberen Colorado River nördlich der mächtigen und kriegerischen Quechan (Yuma) in Arizona und zogen – lange bevor die ersten Konquistadoren den heutigen Südwesten der Vereinigten Staaten betraten – ostwärts in die Canyonlands und Schluchten des Colorado-Plateaus einschließlich des Grand Canyon. Aus dieser Originalgruppe entstanden laut traditioneller Überlieferung auf Grund interner Streitigkeiten zwei separate Stammesgruppen, die sich nun auch feindlich gegenüberstanden: die Yavapai, die weiter ins südwestliche sowie südliche Zentral-Arizona zogen, und die Hualapai (Walapai), die im Nordosten und Norden blieben.
Erst mit der Errichtung des Havasupai-Reservats in den 1880er Jahren für die Havasooa Pa’a / Hav’su Ba: Lokalgruppe der Hualapai, die sich zuvor Schutz suchend bereits immer tiefer in die Canyons zurückgezogen hatten, begannen sich diese allmählich nicht mehr als Hualapai (Walapai), sondern als eigenständiger Stamm zu identifizieren.

## Namen
Die Hualapai (Walapai) und Havasupai werden oftmals zur Unterscheidung von den südlich lebenden Yavapai auch nordöstliche Pai genannt; seit der erzwungenen Ansiedlung in zwei Reservationen – der Hualapai Indian Reservation im Westen sowie der Havasupai Indian Reservation im Osten des ursprünglich gemeinsamen Stammesgebiets – werden die Hualapai (Walapai) als Westliche Pai und die Havasupai als Östliche Pai bezeichnet.
Sie selbst bezeichneten sich je nach Dialekt wie viele indigene Völker einfach als Pai, Paya, Paia, Pa'a, Báy oder Ba: („das Volk“).
Die heute gebräuchliche Stammesbezeichnung als Hualapai (Walapai) ist eine englische Übernahme des Namens einer Band der Hualapai (Walapai), die sich Hwa:lbáy / Hual'la-pai / Howa'la-pai (abgel. von Hwa:l – „Ponderosa-Kiefer“ und Báy – „Volk“, d. h. „Volk der hohen Ponderosa-Kiefer“) nannte.
Auch die Bezeichnung als Havasupai ist eine Verfremdung des Autonyms der größten Lokalgruppe der Hualapai (Walapai), die sich selbst Havsuwʼ Baaja oder Havasu Baja („Volk des blau-grünen Wassers“) nannte – von anderen Hualapai wurden sie auf Grund des abweichenden Dialekts als Havasooa Pa'a / Hav'su Ba:'  bezeichnet. Weitere in den historischen Berichten übliche Schreibweisen: Ahabasugapa, Yavasupai oder Supai
Die Hopi bezeichneten sowohl die Hualapai (inklusive der Havasupai) sowie die Yavapai als Co'on / Coconino („Wood Killers“), wobei der Name sich auf die Art und Weise bezieht, wie diese die Äste von den Bäumen mittels Äxten abschlugen. Die feindlichen Navajo übernahmen diese Benennungen und bezeichneten die Hualapai (Walapai) als Waalibéí dinéʼiʼ sowie die Havasupai als Góóhníinii; jedoch könnte die Navajo-Bezeichnung für die Havasupai die gleiche Etymologie haben, wie Koun'Nde / Go'hn („wildes, raubeiniges Volk“) der Westlichen Apache für die Yavapai und deren Tonto-Apache-Verwandten.
Die feindlichen Yavapai bezeichneten sie als Matávĕkĕ-Paya/Täbkĕpáya („Volk im Norden“, lt. Corbusier) oder als Páxuádo ameti („Volk weit flussabwärts“, lt. Gatschet), die Hualapai (Walapai) und Havasupai nannten die Yavapai hingegen Ji'wha („Der Feind“) – zudem war die größte und südlichste Großgruppe (Unterstamm) auch als Yavapai Fighters bekannt.
Die O’Odham (Oberen Pima) nannten alle Nördlichen Pai sowie die Apache und Opata einfach Ohp oder O’Ob („Feinde“).
Wegen ihres sich kaum von den südlich und östlich lebenden Yavapai und Tonto Apache unterscheidenden Lebensstils nannten die Spanier, Mexikaner und Amerikaner die Hualapai (Walapai) und Havasuapai genau wie die Ɖo:lkabaya/Tolkepaya („Westliche Yavapai“) Yuma-Apache oder Apache-Yuma, da im Norden Mexikos sowie im Südwesten der USA das Wort Apache oft zur Bezeichnung für „feindliche, kriegerische, räuberische Indianer“ gebraucht wurde, ohne sprachliche, ethnische und kulturelle Differenzierung (auch Mohave (Mojhave) und sogar Comanche wurden vormals als Apache bezeichnet). In historischer Fachliteratur und in Abenteuerromanen (wie bei Karl May: Nijjorras Apatschen) sind diese irreführenden Bezeichnungen immer noch gebräuchlich; jedoch ist die Herkunft der heute allgemein gebräuchliche Stammesbezeichnung „Apache“ für alle Stämme und Gruppen der Südlichen Athapasken – außer den Navajo – unsicher und umstritten.

## Sprache
Ihre Sprache ist eine von zwei Dialektvarianten des Havasupai-Hualapai (Hochland Yuma) und gehört zusammen mit dem eng verwandten Yavapai der Yavapai zum Hochland Yuma (Nördliches Pai)-Zweig der Pai oder Nördlichen Yuma-Untergruppe der sog. eigentl. Yuma-Sprachen der Cochimí-Yuma-Sprachfamilie, die oftmals zu den Hoka-Sprachen gezählt wird. Die zweite sich nur minimal unterscheidende Dialektvariante wird von den Havasupai gesprochen (Kendall 1983:5), beide Dialektvarianten werden jedoch unterschiedlich schriftlich wiedergegeben. Auch die Sprecher von Hualapai und Havasupai betrachten ihre Dialekte trotz der großen Ähnlichkeiten und der gegenseitigen Verständlichkeit als eigenständige Sprachen. Größere Abweichungen bestehen jedoch zwischen dem Havasupai-Hualapai und den ebenfalls zum Hochland-Yuma zählenden vier Dialektgruppen des Yavapai.
Heute sprechen von ca. 2.300 Hualapai (Walapai) nur noch ca. 1.000 Stammesangehörige (2000 A. Yamamoto) ihre Muttersprache. Von den heute ca. 650 (2010) Havasupai hingegen sprechen noch 530 ihre Sprache. und somit wird oftmals das Havasupai als einzige indianische Sprache in den Vereinigten Staaten bezeichnet, die zu 100 % von allen Stammesmitgliedern gesprochen (oder verstanden) wird.

## Wohngebiet
Das Land der Walapai wurde im Westen und Norden durch den Colorado River begrenzt und reichte im Süden fast bis zum Bill Williams River und Santa Maria River, im Norden umfasste es südliche Teile des Grand Canyon, im Westen die Black Mountains sowie den – für alle Yuma-Gruppen spirituell wichtigen – Spirit Mountain nahe Laughlin und im Osten bis zum heutigen Seligman (in Walapai: Thavgyalyal) und dem Coconino Plateau. Coconino („Wood Killers“) ist der Hopi-Name für sowohl Walapai als auch Yavapai und bezieht sich auf die Art und Weise, wie diese die Äste von den Bäumen mittels Äxten abschlugen. Neben dem Colorado River war der Big Sandy River für die Walapai wichtig. Ihr Stammesgebiet bestand zumeist aus hügeligem, teilweise mit Gras oder Wäldern bedecktem Gelände, zerklüfteten Mesas, und tiefen Schluchten, wie dem Meriwhitica Canyon.
Im Westen lebten beiderseits des Colorado und entlang der Mündung des Bill Williams Rivers die mächtigen Mohave sowie im Südwesten entlang des unteren Colorado deren Verbündete, die kriegerischen Quechan – meist waren diese Stämme jedoch freundlich gesinnt. Die feindlichen Yavapai sowie deren Verbündete, die Tonto Apache, hatten ihre Wohngebiete im Süden und Osten. Das Stammesgebiet der verwandten und verbündeten Havasupai (damals nur die nordöstlichste, isolierteste und zugleich größte Walapai-Lokalgruppe, die zum Unterstamm der Plateau People zählte) grenzte im Nordosten direkt an das der Walapai, weiter im Osten hatten die Handelspartner der Hopi ihr Stammesgebiet. Im Norden lebten die Südlichen Paiute sowie im Nordosten die Diné.

## Geschichte
Möglicherweise wurden die Walapai 1540 von Hernando de Alarcón entdeckt. Der Kontakt zu den Spaniern beschränkte sich in der Folge auf einen kurzen Besuch von Marcos Farfan de los Gordos 1598 und von Pater Francisco Garcés im Jahre 1776, so dass die Probleme mit den Weißen erst mit der Ankunft der Amerikaner im Jahre 1852 begannen.

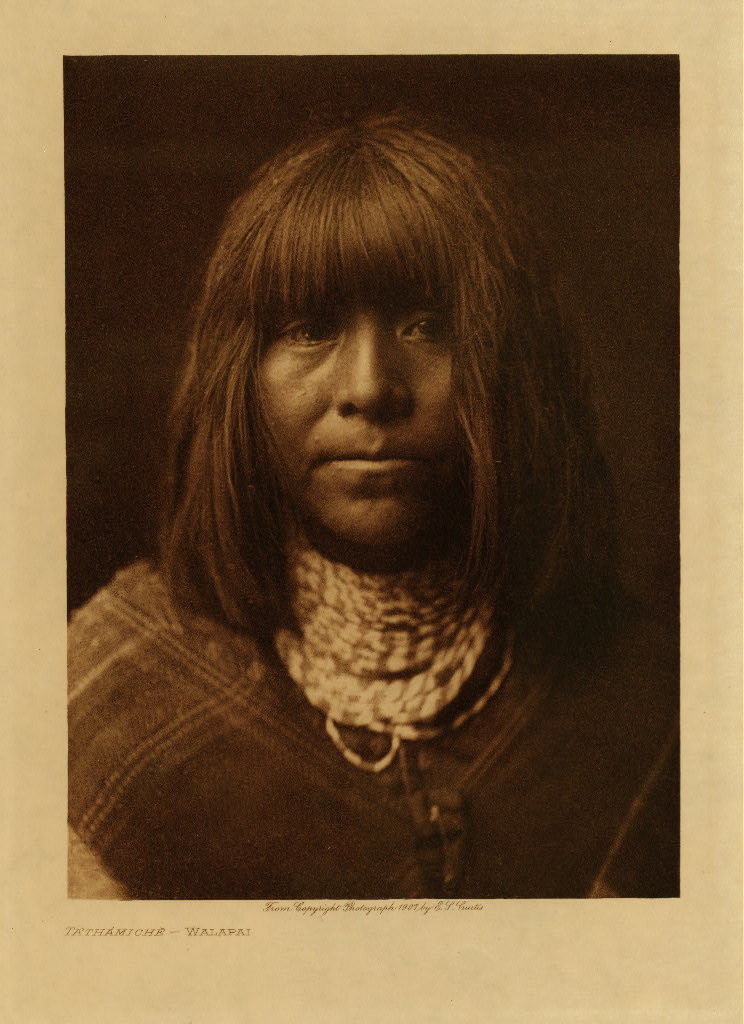
Foto des Walapais Ta'thamiche aus dem Jahre 1907

Zunächst waren die Beziehungen zu den Amerikanern friedlich, doch um 1865 brachen Unruhen aus, als sich Goldsucher und Viehzüchter die Quellen und Wasserlöcher der Walapai widerrechtlich aneigneten. Im April 1865 brachten betrunkene Siedler den Walapai-Häuptling Anasa um und die Indianer überfielen in der Folge Reisende auf dem Weg von Prescott, Arizona, zu den Flussübergängen des Colorado. Die Hualapai sandten Boten zu den Havasupai und sogar zu Yavapai und Tonto Apache, um sich deren Hilfe in ihrem Kampf gegen die US-Armee und amerikanische Goldsucher und Siedler zu sichern. Insgesamt gab es etwa 250 Hualapai-Krieger, und eine unbekannte Zahl von Yavapai- und Tonto-Apache-Verbündeten, die gegen Hunderte von United States Army Truppen und Milizen kämpften. Bei diesen Kämpfen traten insbesondere die Mitglieder der Ha Emete Pa'a / Ha'emede: Ba:'  („Cerbat Mountains Band“) der Middle Mountain People als militante Anführer hervor, da deren Stammesgebiete in den Cerbat und Black Mountains besonders vom Minenboom betroffen waren.
Die indianischen Kämpfer nutzten hierbei die sog. "Hit-and-Run"-Taktik des Guerillakriegs, d. h. Überfälle, Hinterhalte und Angriffe auf die Versorgungslinien der US-Armee sowie gezielte, "nadelstichartige" militärische Aktionen, die die US-Amerikaner zermürben sollten. Hierbei kam ihnen ihre traditionelle Organisation in unabhängigen Lokalgruppen und Banden zugute, da diese kleine, selbstständig operierende Kampfeinheiten bildeten, die sich durch hohe Mobilität und Flexibilität auszeichneten. Zudem kannten sie jedes Versteck und Wasserloch oder einen möglichen Platz für einen Hinterhalt in ihrem Land und operiert meist aus den Bergen heraus, welche optimales Rückzugsgebiet bildeten, in die sie sich nach Überfällen sofort wieder zurückzogen. Die Krieger konnten hierdurch dem militärisch überlegenen Gegner ausweichen. Ihr Erfolg war davon abhängig, ob es ihnen gelang, die Entscheidung darüber zu behalten, an welchem Ort, zu welcher Zeit und unter welchen Bedingungen die militärische Konfrontation mit der US-Armee stattfand und diese aus ihrem Wohngebiet und der Siedlungen mit ihrem Frauen und Kindern fernzuhalten.
Die bedeutendsten Häuptlinge – von den Walapai Tokoomhet bzw. Tokumhet genannt – während dieser Zeit waren: Wauba Yuba (Wauba Yuma, führender Häuptling der "Yavapai Fighters"), Sherum (Shrum oder Cherum von den Ha Emete Pa'a, führender Häuptling der "Middle Mountain People") und Hitchi Hitchi (Hitch Hitchi, führender Häuptling der "Plateau People"), zudem wurde auf Grund der Kämpfe auch Susquatama (Sudjikwo'dime, besser bekannt unter seinem Spitznamen Hualapai Charley, bedeutender Kriegshäuptling von den "Middle Mountain People") bekannt. Es folgte das Friedensabkommen von Beale Springs, das aber nur neun Monate hielt. Nach der Ermordung des Häuptlings Wauba Yuba im Jahr 1866 und der Gefangennahme fünf weiterer Unterhäuptlinge bei Verhandlungen mit General Gregg brachen weitere Unruhen aus, die in Überfällen auf Goldgräber-Lager und weiße Siedler gipfelten.
Die US-Armee passte sich nun der Kampfesweise ihrer indianischen Gegner an; mit Unterstützung von Mohave (Mojave)-Scouts führte nun die US-Kavallerie aus Fort Mojave ihren eigenen Guerilla-Krieg gegen die Walapai (was die bestehende Feindschaft zwischen Mohave und Walapai nur noch vertiefte): kleine mobile Einheiten führten nun im Herbst und Winter Angriffe auf die Rancherias der Walapai durch, die Attacken der Army konzentrierten sich auf die Cerbat, Hualapai, Aquarius und Peacock Mountains sowie auf das Big Sandy Valley. Die Soldaten zerstörten allein entlang des Big Sandy River 19 Rancherias – hierunter befanden sich auch große Dörfer mit angrenzenden Feldern. Die meisten Ansiedlungen bestanden jedoch aus 6 bis 8 Strauch-Wickiups und somit einer Bewohnerzahl von 25 bis zu 60 Personen (U.S. Senate 1936:70). Die US-Armee rückte nun mit Hilfe ortskundiger Mohave, Yavapai und Apache-Scouts immer tiefer in die Verstecke der Bands vor, so dass diese immer öfter vor anrückenden Armee-Einheiten oder den feindlichen Scouts fliehen mussten (zusammen mit Frauen und Kindern). Die aufgegebenen Siedlungen, bestellten Felder, entdeckten Nahrungsdepots und zurückgelassenen Wintervorräte – bestehend aus Wildbret, gerösteten/gebackten Blütenknospen bzw. Blättern der Agaven, Wurzel- und Grassamen sowie getrocknete Bohnen bzw. Mehl des Mesquitebaumes – wurden durch die US-Armee systematisch niedergebrannt und zerstört, um die Indianer auszuhungern (U.S. Senate 1936:46,59,90). War es der Armee gelungen, die Siedlungen zu überraschen, so dass die Bewohner nicht rechtzeitig fliehen konnten, wurden meist die Krieger getötet (und mit ihnen ihre Pferde, um die Mobilität zu vernichten) und die Frauen und Kinder in Gefangenschaft verschleppt. Während dieser Kampagnen kam es zu mehreren kleinen Scharmützeln und die Soldaten bauten als Stützpunkte für weitere Vorstöße ins Stammesgebiet der Hualapai die Forts Camp Date Creek (1867 am Date Creek entlang der Straße zwischen Prescott und La Paz) sowie Camp Hualapai (1869 entlang Walnut Creek nördlich von Prescott, südöstlich von Aztec Pass). Die Krieger der Walapai waren gefürchtet und wehrten sich verzweifelt dagegen, konnten aber der Übermacht nicht standhalten. Die Kämpfe erreichten ihren Höhepunkt im Januar 1868 als Captain S.B.M. Young, später von Lt. Johnathan D. Stevenson unterstützt, die Rancheria von Häuptling Sherum mit mehr als 100 Kriegern überraschte und angriff. Bekannt als „Battle of Cherum Peak“ dauerten die Auseinandersetzungen den ganzen Tag, Stevenson fiel bereits in der ersten Salve, den Walapai gelang es zu entkommen – jedoch hatten sie 21 Krieger verloren und viele waren verwundet. Diese Schlacht brach den militanten Widerstand der meisten Walapai.
Die verbündeten Bands der Walapai, Yavapai und Apache befanden sich durch diese geänderte Taktik der US-Armee immer auf der Flucht, denn im Unterschied zu den Amerikanern mit ihrem stehenden Heer, waren die kämpfenden Indianer keine Berufssoldaten oder Scouts, die ihre Familien in Sicherheit wussten sowie über eine geregelte Truppenversorgung verfügten. Während des Hualapai-Krieges (1865–1870) sowie der Yavapai-Kriege (1861–1875) waren die Indianer dauernd Attacken auf ihre Kriegstrupps sowie auf ihre Siedlungen (mit ihren dort versteckten Frauen, Kindern und Alten) seitens der US-Armee und deren verbündeten indianischen Scouts (meist Mohave, nordöstliche Pai sowie westliche Apache, als auch Maricopa, Obere Pima sowie Navajo) ausgesetzt. Die nun immer weiter in ihr Siedlungsgebiet und letzten Bastionen vordringenden Soldaten, Siedler, Milizen sowie Scouts machten es für die Bands immer schwieriger, genügend Nahrungsvorräte sowie Kleidungsstücke für den harten Winter zu organisieren – Felder konnten nicht bestellt oder abgeerntet werden, das Sammeln und Jagen war ebenfalls nur unter erhöhtem Risiko möglich und es fehlten einfach die Zeit, die nötigen Kleidungsstücke zu fertigen sowie Nahrungsdepots für den Winter anzulegen. Bereits geschwächt durch die andauernden Kämpfe und Flucht sowie den ausbrechenden Hunger im Winter, kamen durch nun auftretende Krankheiten zusätzlich ca. ein Drittel der Hualapai um.
Erst im Dezember 1868 gaben die Walapai unter der Führung des Häuptlings Leve Leve (Levi Levi oder Levy-Levy von den Amat Whala Pa'a oder Mad hwa:la Ba: der Yavapai Fighters), einem Halbbruder der Häuptlinge Sherum und Hualapai Charley, auf, als sie von schweren Krankheiten, wie Keuchhusten und Dysenterie (Ruhr) heimgesucht wurden. Führender Häuptling während des Krieges der "Yavapai Fighters" war jedoch Sookwanya (Sohn von Wauba Yuma) und nicht Leve Leve (der in der Reservationszeit seitens der Amerikaner zum "Friedenshäuptling" aller Hualapai erwählt wurde), zudem folgte Tokespeta als führender Häuptling der "Plateau People" (konnte jedoch niemals das einstige Prestige und die Stellung von Hitchi Hitchi erreichen). Die letzten Krieger, angeführt durch den für seine Hartnäckigkeit berühmten Häuptling Sherum, ergaben sich erst 1870. Nachdem die Walapai sich ergeben hatten, äußerte ein US-General: „Er würde lieber gegen fünf Apache kämpfen als gegen die Hualapai“. Dieser Ausspruch war für sie eine große Auszeichnung, denn immerhin galten die Apache als die besten Guerilla-Kämpfer der Welt.
Um weiteres Blutvergießen zu vermeiden, mussten die nun bezwungenen Hualapai (mit Ausnahme der späteren Havasupai) zuerst in eine Reservation nahe Camp Beale's Spring ziehen, drei Jahre später wurden sie gezwungen, in die mehrheitlich von feindlichen Mohave bewohnte Colorado River Indian Reservation am Colorado River nahe La Paz umzusiedeln; viele von ihnen erkrankten in der Hitze des ungewohnten Tieflandes und starben. Einige konnten sich jedoch auf einer Reservation nahe Camp Date Creek entlang Date Creek und der Straße zwischen Prescott und La Paz ansiedeln – jedoch wurde diese 1874 geschlossen. Die Verhältnisse auf den jeweiligen Reservationen führten zu Hungersnöten und Krankheiten, so dass viele verzweifelte Hualapai 1875 zurück in ihr ursprüngliches Stammesterritorium flohen. Doch in den letzten Jahren hatten in ihrer Abwesenheit sich viele Weiße deren Land angeeignet und die Hualapai (Walapai) litten große Not, so dass sie zur Annahme der Regierungsverpflegung gezwungen waren, um zu überleben. Im Jahr 1882 wurde eine 900.000 Acre (ca. 90 km²) große Reservation für sie eingerichtet, allerdings in einer Gegend, welche die Amerikaner als ungeeignet für ihre Zwecke ansahen. Es wird geschätzt, dass während des Hualapai-Krieges, der erzwungenen Umsiedlungen in Reservationen sowie auf Grund von auftretenden Krankheiten und Hungersnöten ca. ein Drittel der Hualapai-Population zwischen 1865 und 1870 umkam.
Weil die Walapai nicht kriegerisch und deshalb ungefährlich waren, betrachteten sie die Amerikaner mehrheitlich als unerträgliche Plage; in einer Zeitung, dem Mojave County Miner, war 1887 in einem Leitartikel zu lesen, dass die Rationen für die Indianer mit einer ausreichenden Menge an Arsen gemischt werden sollten, um das Problem zu lösen.

## Lebensweise und Kultur
Die Walapai waren ein kleiner Stamm, dessen Gesamtbevölkerung die Tausend nicht überschritt. Ihre winzigen Siedlungen bestanden gewöhnlich aus zwei oder drei Familien und waren auf dem wasserarmen Plateau überall dort verstreut, wo ein ständiger Wasservorrat zu finden war. Die Walapai betrieben etwas Feldbau, ernährten sich aber überwiegend von Wild und essbaren wilden Pflanzen.
Obwohl nicht besonders kriegerisch, kämpften sie doch gelegentlich gegen Paiute und Apachen. Besonders erbittert wurden die zu den Yavapai zählenden Yavapé und Tolkepaya bekämpft. Bei diesen Kämpfen, die wegen der bekannten gemeinsamen Herkunft und Sprache (Beleidigungen und Beschimpfungen im Kampf konnten die gegnerischen Parteien verstehen) besonders erbittert waren, kam es mindestens in einem Fall zu rituellen Kannibalismus (wenigstens auf der Seite der Walapai und Havasupai).
Friedliche Handelsbeziehungen hingegen bestanden mit den Mohave, Chemehuevi, Quechan sowie weiteren Stämmen im Gebiet des unteren Colorado Rivers. Bei diesen tauschten sie rote Farbpigmente, die sie im Diamond Creek Canyon förderten, gegen Muscheln sowie Feldfrüchte ein. Die Muscheln wiederum, zusammen mit roter Farbe, gegerbten Tierfellen, gesammelten Wüstenpflanzen – und Wurzeln tauschten sie mit den Havasupai und Hopi gegen Mais, anderen Lebensmitteln sowie Handwerksprodukten, von den Diné erhielten sie hingegen die berühmten Navajo-Decken sowie kunstvolle Türkis-Arbeiten. Unter diesen Umständen ist es nicht verwunderlich, dass die Walapai um 1890 eifrige Teilnehmer des Geistertanzes waren, einer messianischen Bewegung, die von einem Paiute-Medizinmann namens Wovoka ausging. Zwei Jahre lang tanzte man die vorgeschriebenen Tänze und glaubte, die Toten würden dadurch wiederkehren und die verhassten Weißen würden verschwinden.

## Heutige Situation
Heute bewohnen die Walapai die 4.020 km² große Hualapai Indian Reservation mit dem Hauptort Peach Springs, der etwa 80 km östlich der Stadt Kingman in Arizona liegt in den nördlichen Arizona counties Coconino, Yavapai und Mohave. 1883 wurde ein Jahr nach der Einrichtung der benachbarten Havasupai Indian Reservation die Hualapai Indian Reservation geschaffen. Das Reservat gliedert sich heute um zwei Ansiedlungen: Grand Canyon West, das touristische Zentrum, und Peach Springs, Verwaltungszentrum und Hauptort, in dem die meisten der Hualapai leben. Heute leben ca. 1.621, von denen 1.353 Hualapai-Stammesmitglieder sind, auf der Reservation. Von den heute bundesweit ca. 2.300 Hualapai leben diejenigen, die nicht innerhalb der Reservation leben, in der Nähe oder meist in Städten der Vereinigten Staaten.
Die heutige Reservation befindet sich im ehemaligen Territorium der Plateau People, die vier Lokalgruppen als Teil ihres Stammesgebietes betrachteten: die Yi Kwat Pa'a/Iquad Ba: („Peach Springs Band“) das Gebiet rund um den gleichnamigen Hauptort Peach Springs im Zentrum der Reservation, die Ha'kasa Pa'a/Hak saha Ba: („Pine Springs Band“) den Osten, die He:l Ba: („Milkweed Springs Band“) den Westen sowie die Qwaq We' Ba: („Hackberry Band“ oder „Hackberry Springs Band“) den äußersten Süden. Die anderen Lokalgruppen der Hualapai (inklusive die Havasupai) lebten weit entfernt von der heutigen Reservation.
Der Name Peach Springs rührt von Pfirsichbäumen, die an einer Quelle wachsen. Doch mit diesem idyllischen Bild hat der Ort wenig gemein. Wie in den meisten anderen Indianerreservaten zehren auch die Menschen in der Hualapai Indian Reservation von ihrem kargen Land und leiden unter der hohen Arbeitslosigkeit. Die Auswirkungen von Alkohol und Perspektivlosigkeit spiegeln sich in den heruntergekommenen Hütten und Behausungen im ganzen Ort wider.
Wegen der begrenzten natürlichen Ressourcen müssen die meisten Hualapai das Reservat verlassen, um ihren Lebensunterhalt mit Lohnarbeit zu verdienen. Korbmacherei ist das einzige traditionelle indianische Handwerk, das heute noch betrieben wird. Alle Korbwaren der Walapai weisen eine diagonale Zwirnbindung auf; Bänder aus einfachen geometrischen Mustern in Farbe sind die einzige Dekoration. Heutzutage ist Viehzucht eine wichtige Lebensgrundlage der Walapai. Außer in einem begrenzten Gebiet im Hualapai Indian Reservation ist das meiste des Stammeslandes für den Ackerbau ungeeignet. Das Stammeseinkommen erwirtschaftet man aus dem Tourismus und Holzverkäufen.
Die Walapai betreiben den Erlebnispark Grand Canyon West außerhalb des Grand-Canyon-Nationalparks. Seine bekannteste Attraktion ist der Grand Canyon Skywalk, eine Stahlkonstruktion mit Glasboden und -wänden, die den Blick senkrecht nach unten in einen Seitencanyon erlaubt.

## Sozio-Politische Organisation
Ethnisch sind die Havasupai und Walapai (Hualapai) ein Volk (oder Stammesgruppe), obwohl – als Folge der willkürlichen Konzentration von Gruppen in Reservaten durch die US-Regierung – heute beide separate, politisch eigenständige Stämme bilden – und eine eigene Identität entwickelt haben. Die Hualapai (Walapai) bestanden aus drei Großgruppen (oder Unterstämmen) – den Middle Mountain People im Nordwesten, Plateau People im Osten, und Yavapai Fighters im Süden (McGuire; 1983). Diese Großgruppen unterteilten sich in sieben Bands (Kroeber; 1935, Manners; 1974), die wiederum aus 13 (ursprünglich 14) Lokalgruppen (engl. regional bands oder local groups) bestanden (Dobyns und Euler; 1970). Diese Lokalgruppen setzten sich aus mehreren oder einer großen Familiengruppe (engl. extended family groups) zusammen, die jeweils in kleinen Siedlungen (rancherias) lebten. Die Havasupai oder Havasooa Pa'a war die nordöstlichste, isolierteste und zugleich größte Lokalgruppe der Hualapai (Walapai), gehörte jedoch genauso wie die Yi Kwat Pa'a („Peach Springs Band“) und Ha'kasa Pa'a („Pine Springs Band“) der Nyav-kapai-Band („Östliches Volk“) an, die zum Unterstamm der Plateau People zählte.

### Gruppen der Walapai
Plateau People oder Ko'audva Kopaya ("The People Up Above" - „das Volk oben [auf der Hochebene]“) (lebten im Plateau und Canyon-Land vom östlichen Hualapai Valley und den Peacock Mountains im Westen nordostwärts östlich des Truxton Canyon Wash und der Grand Wash Cliffs bis in die Music Mountains, hatten auch Pflanzungen bei Metipka, einer Quelle im Quartermaster Canyon, die heutige Hualapai-Reservation umfasst Teile ihres Stammesgebiets, umfassten sieben Gruppen von West nach Ost)
- Mata'va-kapai („Nördliches Volk“)
  - Ha'Dooba Pa'a / Haduva Ba:' („Clay Springs Band“, erlitten schwere Verluste während des Krieges, lebten in den Grand Wash Cliffs und Aquarius Cliffs)[22]
  - Tanyika Ha' Pa'a / Danyka Ba:' („Grass Springs Band“, konnten sich größtenteils den Kämpfen fernhalten)

Dörfer (lagen am Rand der Grand Wash Cliffs): Ha'Dooba/Hadū'ba/Ha'a Dooba ("Clay Springs"), Hai'ya, Hathekáva-kió, Hath'ela ("spring"), Huwuskót, Kahwāga, Kwa'thekithe'i'ta, Mati'bika, Oya'a Nisa ("spider cave"), Oya'a Kanyaja, Tanyika'/Danyka ("Grass Springs")
- Ko'o'u-kapai („Mesa Volk“)
  - Kwagwe' Pa'a / Qwaq We' Ba:' („Hackberry [Springs] Band“, besser bekannt als „Truxton Canyon Band“, verschmolz später mit der „Peach Springs Band“)
  - He'l Pa'a / He:l Ba:' („Milkweed Springs Band“, lebten vom Truxton Canyon bis zu Ha'ke-takwi'va („Peach Springs“), erlitten schwere Verluste)

Dörfer (die größten Siedlungen lagen nahe Milkweed Springs im Milkweed Canyon und Truxton Canyon): Yokamva (heute: "Crozier Spring" – amerikan. Bez.), Djiwa'ldja, Hak-tala'kava, Haktutu'deva, Hê'l ("Milkweed Springs", wurde insbesondere für die Bewässerung von Tabak verwendet), Katha't-nye-ha', Muketega'de, Qwa'ga-we'/Kwagwe' ("Hackberry Springs"), Sewi', Taki'otha'wa, Wi-kanyo
- Nyav-kapai („Östliches Volk“, lebten im Colorado-Plateau, bis auf die „Peach Springs Band“ konnten sich die nordöstlichen Lokalgruppen – die „Pine Springs Band“ sowie die späteren Havasupai – erfolgreich von den Kämpfen fernhalten und somit schwere Verluste vermeiden)
  - Yi Kwat Pa'a / Iquad Ba:' („[Lower] Peach Springs Band“, der heutige Hauptort Peach Springs (Hàkđugwi:v) des Hualapai-Reservats befindet sich in ihrem ehemaligen Territorium, die „Hackberry [Springs] Band“ schloss sich nach schweren Verlusten der „[Lower] Peach Springs Band“ an)
  - Ha'kasa Pa'a / Hak saha Ba:' („Pine Springs Band“, auch bekannt als „Stinking Water Band“, obwohl sie ein eigenes Territorium südwestlich und westlich der Havasooa Pa'a hatten, teilten sich beide Bands den Nordosten der Stammesgebiete der Walapai)[23]
  - Havasooa Pa'a / Hav'su Ba:' (in ihrem Dialekt bezeichnen sie sich ebenfalls als Havasu Baja / Havsuw’ Baaja – „Volk des blau-grünen Wassers“, oft als „Cataract Creek Canyon Band“ bezeichnet, lebten in mehreren Gruppen entlang des Havasu Creek im Cataract Canyon (Havasu Canyon) sowie in angrenzenden Tälern des Grand Canyons, heute allgemein als Havasupai bekannt, auf Grund der Separation von anderen Hualapai durch die US-Regierung identifizieren sie sich als separater und eigenständiger Stamm)

Dörfer (ohne die der Havasupai): Agwa'da, Ha'ke-takwi'va/Haketakwtva/Hàkđugwi:v ("Peach Springs proper", wörtlich: "eine Reihe/Gruppe von Quellen"), Haksa', Hānya-djiluwa'ya, Tha've-nalnalwi'dje, Wiwakwa'ga, Yiga't/Yi Kwat ("Lower Peach Springs")
Middle Mountain People oder Witoov Mi'uka Pa'a ("Separate Mountain Range People") (lebten westlich der Plateau People meist nördlich der heutigen Stadt Kingman (von den Mohave: Huwaalyapay Nyava genannt) von den Black Mountains im Südwesten ostwärts über das Sacramento Valley und dem nördlich sich anschließenden Detrital Valley bis in die Cerbat Mountains (in Hualapai: Ha'emede:) und White Hills sowie Teilen des Hualapai Valleys)
- Soto'lve-kapai („Westliches Volk“)
  - Wikawhata Pa'a / Wi gahwa da Ba:' („Red Rock Band“, lebten im nördlichen Teil des Gebietes der Middle Mountain People bis zum Lake Mead und Colorado River im Norden, schlossen sich nach schweren Verlusten der „White Rock Water Band“ an)
  - Ha Emete Pa'a / Ha'emede: Ba:' („White Rock Water Band“, benannt nach einer als Hamte'/Ha'a Emete/Ha'emede: („White Rock Water“) bezeichneten Quelle und dortigen Siedlung in den Cerbat Mountains nördlich von Beale's Springs, daher besser bekannt als „Cerbat Mountains Band“, lebten im südlichen Teil des Gebietes der Middle Mountain People.)

Dörfer (die meisten Siedlungen befanden sich nahe Wasserquellen entlang der östlichen Berghänge): Amadata ("Willow Beach" nahe Hoover Dam), Chimethi'ap, Ha'a Taba ("Whiskey Springs"), Ha-kamuê'/Ha'a kumawe' ("Beale's Springs"), Ham sipa (heute: "Temple Bar", geflutet durch Lake Mead), Háka-tovahádja, Ha'a Kawila, Hamte'/Ha'a Emete/Ha'emede: ("White Rock Water", eine Quelle in den Cerbat Mountains), Ha'theweli'-kio', Ivthi'ya-tanakwe, Kenyuā'tci, Kwatéhá, Nyi'l'ta, Quwl'-nye-há, Sava Ha'a ("Dolan Springs"), Sina Ha'a ("Buzzard Spring"), Thawinūya, Tevaha:ja (heute: "Canyon Station"), Waika'i'la, Wa-nye-ha'/Wana Ha'a, Wi'ka-tavata'va, Wi-kawea'ta, Winya'-ke-tawasa, Wiyakana'mo
Yavapai Fighters (größte Gruppe, lebten im südlichen Gebiet des Walapai-Stammesgebiets, waren daher die ersten, die die feindlichen Yavapai – von ihnen daher als „Ji'wha' – Der Feind“ bezeichnet – im Süden bekämpfen mussten – daher ihr Name, Gruppen von West nach Ost, wurden während des Hualapai-Krieges durch die Kämpfe, systematische Vernichtung von Vorräten und Feldern durch die US-Armee sowie durch hierdurch ausbrechende Hungersnöte und Krankheiten fast ausgerottet)
- Hual'la-pai / Howa'la-pai / Hwa:lbáy („Volk der hohen Ponderosa-Kiefer“)
  - Amat Whala Pa'a / Ha Whala Pa'a / Mad hwa:la Ba:' („Pine Tree Mountain Band“, besser bekannt als „Hualapai Mountains Band“, lebten in den Hualapai Mountains südlich von Beale's Springs westwärts bis zum Colorado River Valley)

Dörfer (konzentrierten sich nahe Wasserquellen und Bachläufen im Norden ihres Gebietes): Walnut Creek, Hake-djeka'dja, Ilwi'nya-ha', Kahwa't, Tak-tada'pa
- Kwe'va-kapai / Koowev Kopai („Südliches Volk“)
  - Tekiauvla Pa'a / Teki'aulva Pa'a („Big Sandy River Band“, auch bekannt als "Haksigaela Ba:'", lebten in der Reichweite von immer wasserführenden Flüssen sowie entlang des Big Sandy River zwischen Wikieup und Signal sowie in den angrenzenden Bergen)
  - Burro Creek Band (lebten an der Südspitze des Gebietes der "Tekiauvla Pa'a", pflanzten entlang Bachläufen und in den Canyons und Plateaus entlang beiderseits des Burro Creeks, heirateten oft benachbarte Yavapai – daher oft von Amerikanern fälschlicherweise für Yavapai gehalten, schlossen sich nach dem Krieg größeren Hualapai-Lokalgruppen und manchen Yavapai an)[24]

Dörfer: Burro Creek, Chivekaha', Djimwā'nsevio'/Chimwava suyowo' ("Little Cane Springs", wörtlich: "Er schleppte einen Chemehuevi durch die Gegend"), Ha-djiluwa'ya, Hapu'k/Hapuk/Ha'a pook ("[Cofer] Hot Spring"), Kwakwa', Kwal-hwa'ta, Kwathā'wa, Magio'o' ("Francis Creek"), Tak-mi'nva/Takaminva ("Big Cane Springs")
- Hakia'tce-pai („Mohon Mountains Volk“, auch bekannt als Talta'l-kuwa, lebten in schwer zugänglichen Berggegenden)
  - Ha'a Kiacha Pa'a / Ha gi a:ja Ba:' („Fort Rock Creek [Spring] Band“,  "Fort Rock Creek" ist der englische Name der Quelle Ha'a Kiacha ("Fort Rock Creek Spring") und der gleichnamigen Hauptsiedlung am Fort Rock Creek, einem Oberlauf des Trout Creek, besser bekannt als „Mohon Mountains Band“ oder „Mahone Mountain Band“, da sie in den Mohon Mountains lebten)
  - Whala Kijapa P'a / Hwalgijapa Ba:' („Juniper Mountains Band“, lebten in den Juniper Mountains)

Dörfer: Cottonwood Creek (auch: "Cottonwood Station"), Hakeskia'l/Ha'a Kesbial ("wo ein Bach in einen anderen mündet"), Ha'a Kiacha/Hakia'ch/Hakia'tce ("Fort Rock Creek Spring", größte Siedlung), Ka'nyu'tekwa', Knight Creek, Tha'va-ka-lavala'va, Trout Creek, Willow Creek, Wi-ka-tāva, Witevikivol, Witkitana'kwa

## Demografie
James Mooney schätzte die Walapai auf 700 Angehörige im Jahr 1680. Alfred Kroeber gibt für die Zeit vor 1880 etwa 1000 Stammesangehörige an, während 1889 von 728, 1897 nur von 631, 1910 von 501, 1923 von 440 und 1937 von 454 Stammesmitgliedern berichtet wurde. Heute gibt es bundesweit wieder ca. 2.300 Walapai, von denen 1.353 Stammesmitglieder innerhalb der Reservation leben (2000 U.S. Census).